# Choteau (Montana)
Choteau kisváros az USA Montana államában, Teton megyében, melynek megyeszékhelye is. Lakosainak száma 1721 fő (2020. április 1.).

## Népesség
A település népességének változása:

| 2010 | 1 684 |
| 2020 | 1 721 |

## Képek

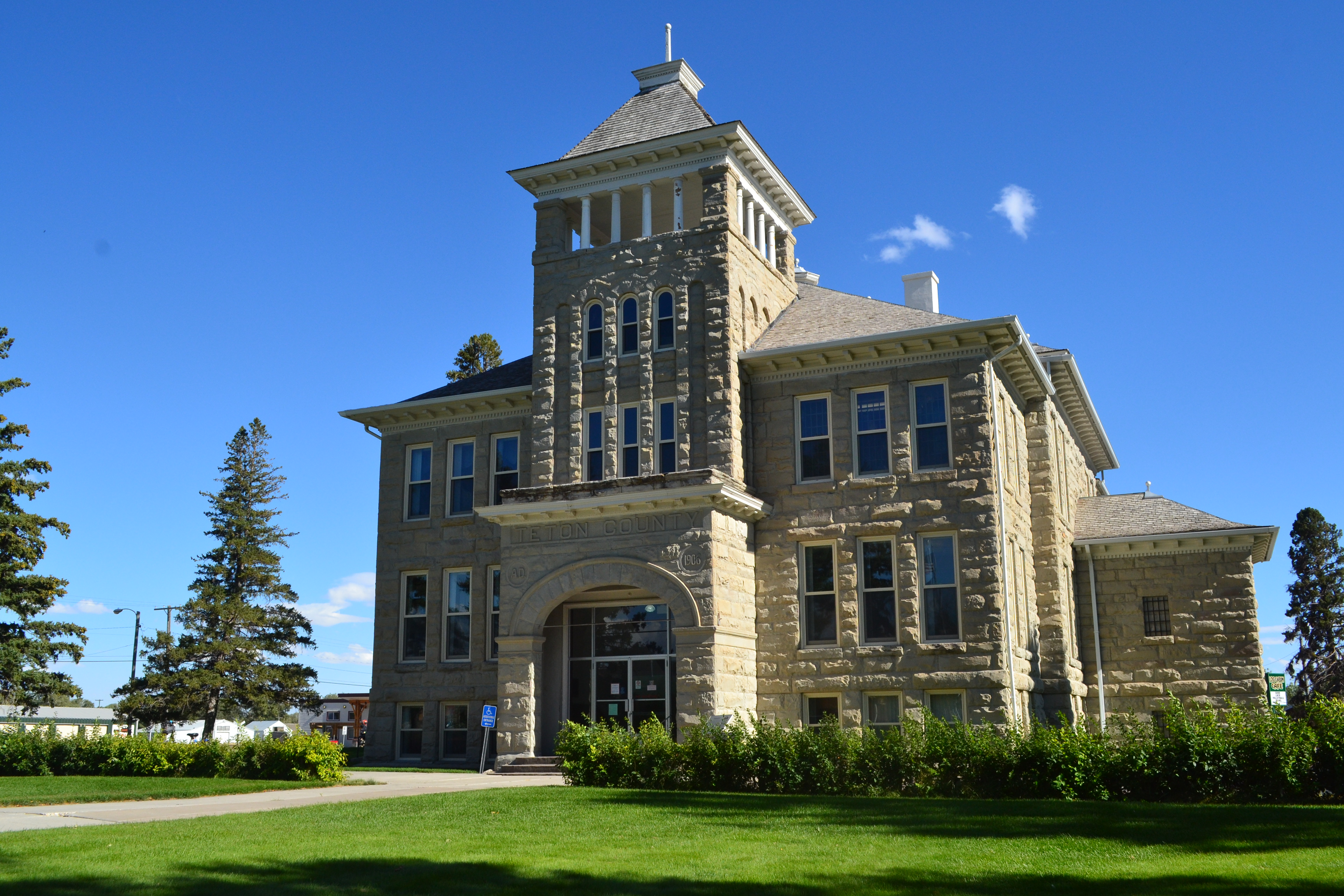
A megyei bíróság épülete
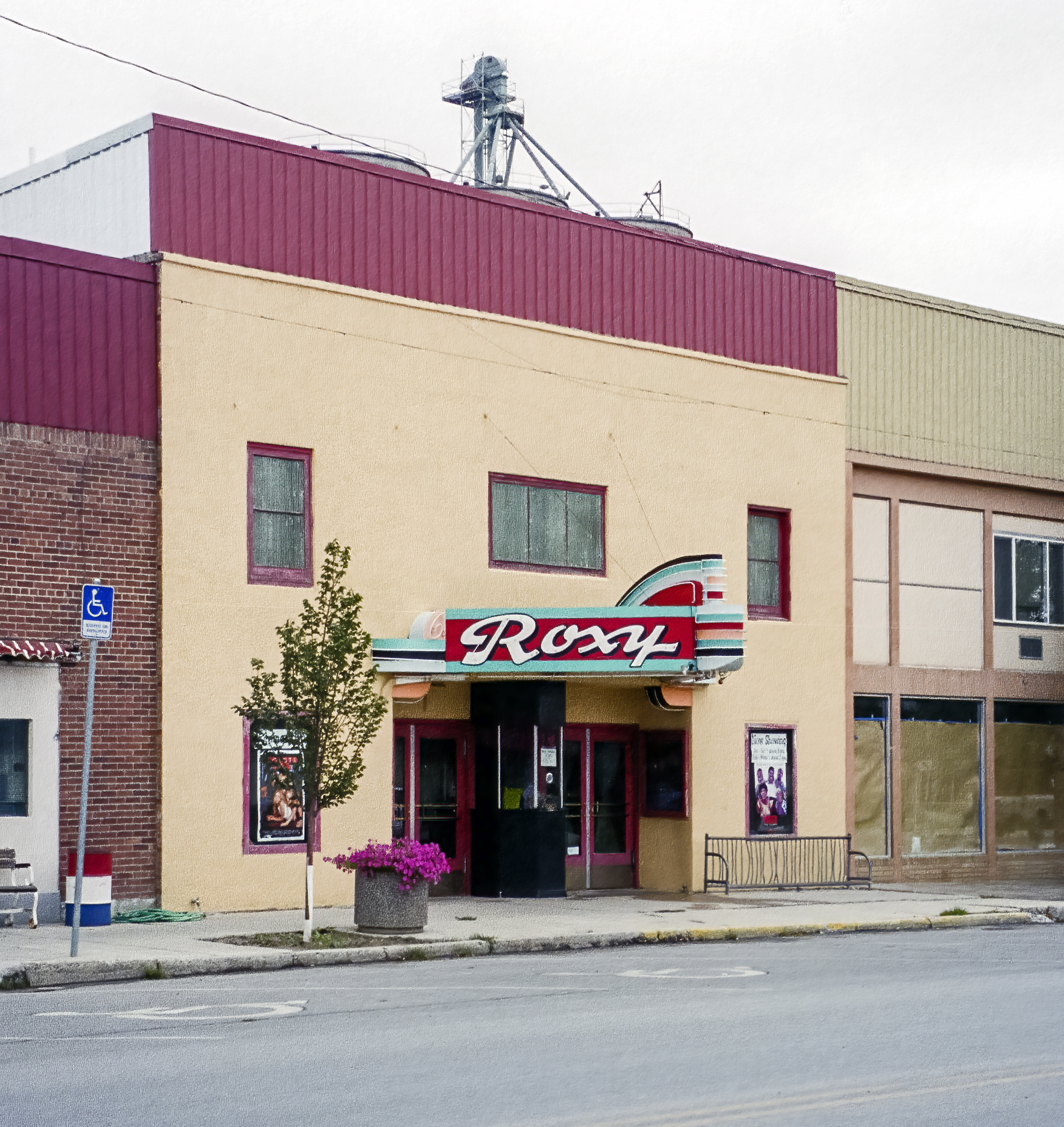
Roxy színház
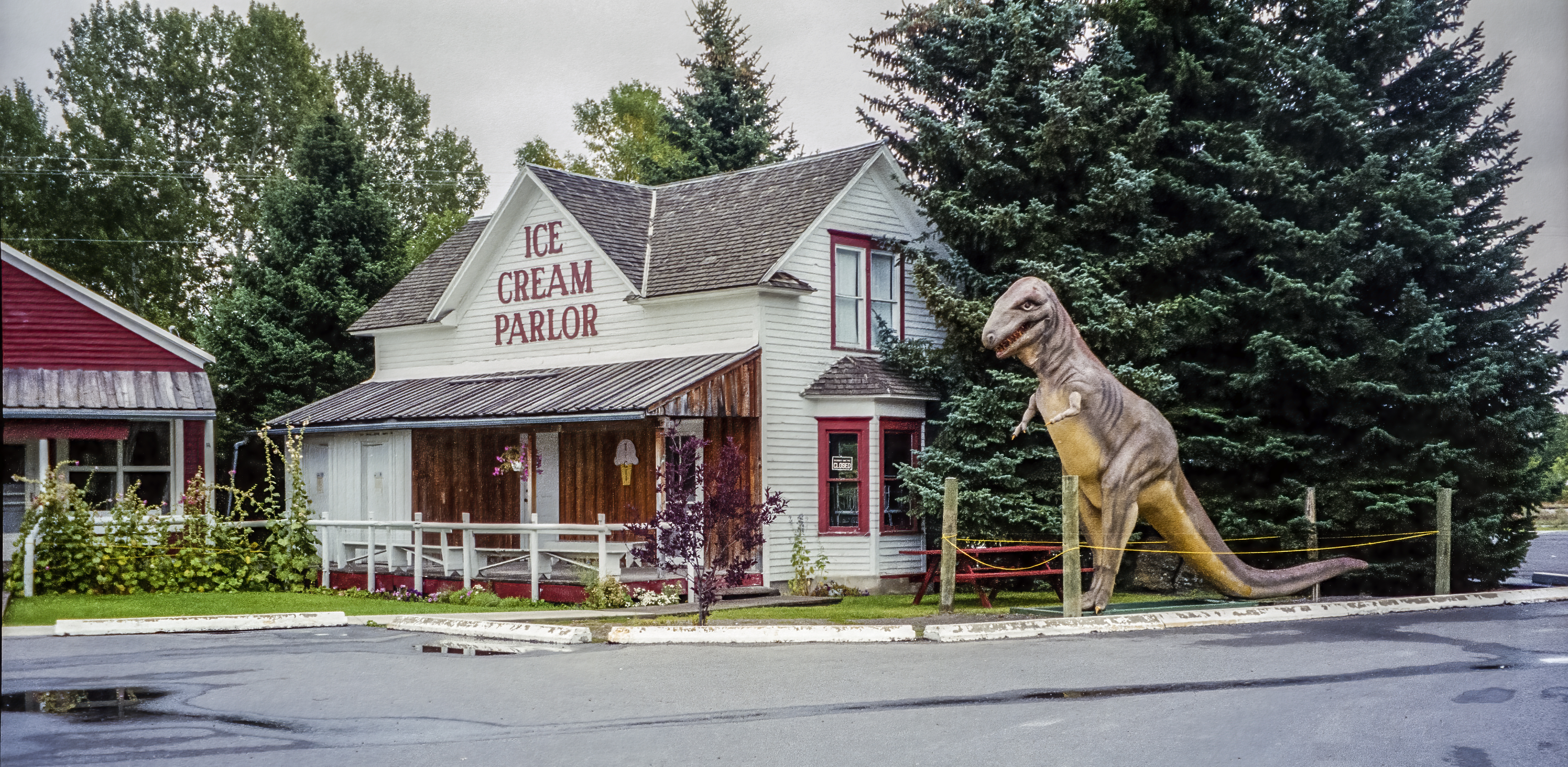
Fagylaltozó dinoszaurusz-szoborral
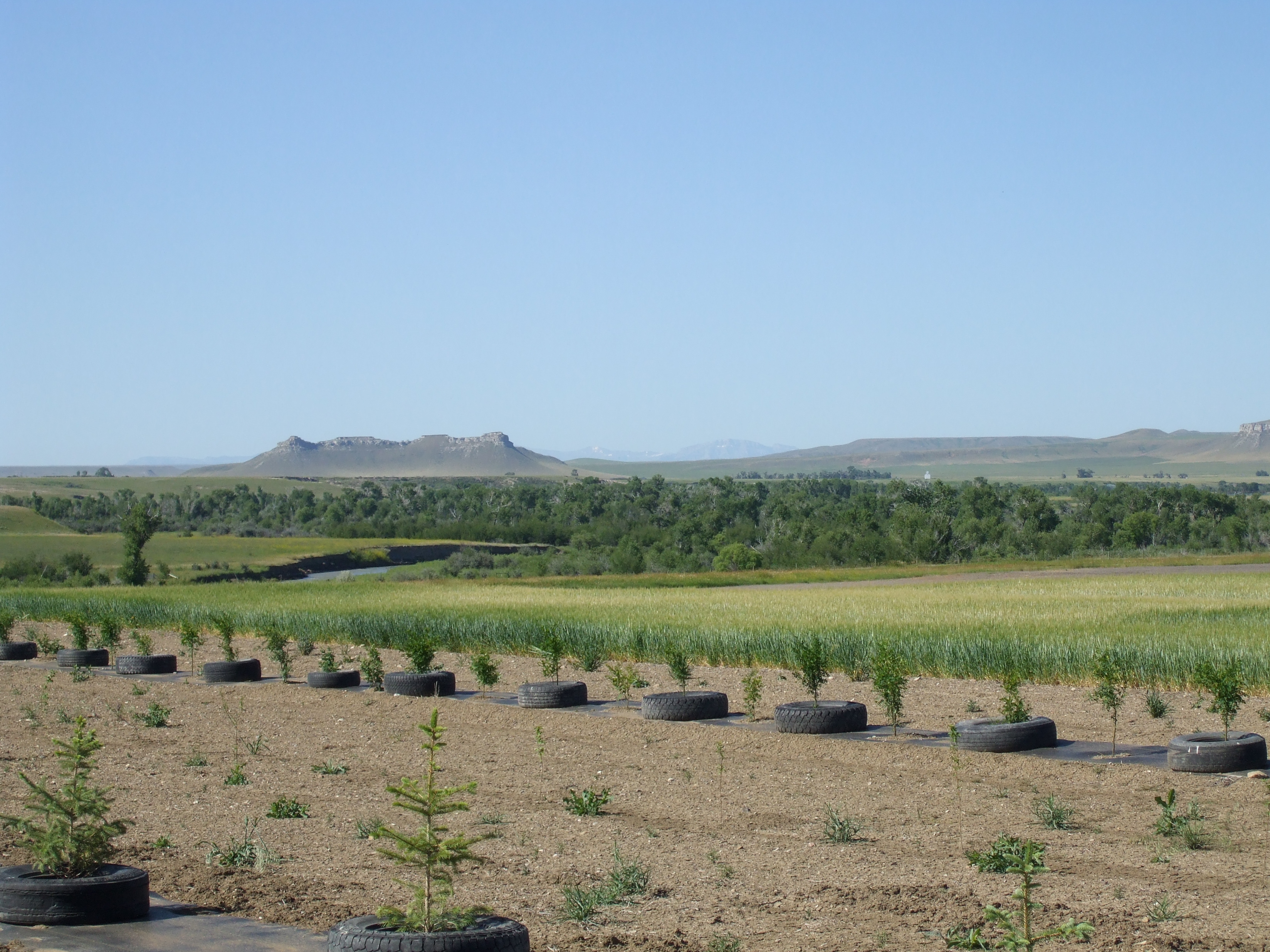
Tájkép a város határában